# كيم روبرتس (كاتبة)
كيم روبرتس (بالإنجليزية: Kim Roberts)‏ هي صحفية وكاتِبة وشاعرة أمريكية، ولدت في 7 نوفمبر 1961 في تشارلوت في الولايات المتحدة.